# کی هیساکاوا
کی هیساکاوا (ژاپنی: 星川 敬؛ زادهٔ ۲۹ مهٔ ۱۹۷۶) یک بازیکن فوتبال اهل ژاپن است.
از باشگاه‌هایی که در آن بازی کرده‌است می‌توان به باشگاه فوتبال توکیو وردی اشاره کرد.